# هيرواكي ناجاساوا
هيرواكي ناجاساوا هو سياسي ياباني، ولد في 19 أغسطس 1958 في طوكيو في اليابان. نشط حزبياً في حزب كوميتو الجديد. وقد انتخب عضو مجلس النواب الياباني ‏ وانتخب عضو مجلس المستشارين ‏ (1 يوليو 2010 – 1 سبتمبر 2017).